# هوندا دي إن -01
هوندا دي إن -01(بالإنجليزية: Honda DN-01)‏ هي دراجة نارية من تصنيع هوندا.